# Alletshof
Alletshof ist ein Ortsteil der oberpfälzischen Marktgemeinde Wernberg-Köblitz im Landkreis Schwandorf des Regierungsbezirks Oberpfalz im Freistaat Bayern. Der Weiler Alletshof liegt 5 Kilometer östlich von Wernberg, unmittelbar oberhalb des Dorfes Kötschdorf.

## Etymologie
Die Herkunft des Ortsnamens wird mit der frühesten Bezeichnung „Alharts“-Hof aus dem Jahr 1411 in Verbindung gebracht. Bestimmend waren der Personenname Alhart, der diesen damals wohl alleinstehenden Hof bewirtschaftete.

## Entwicklung
Aus der Pfarreigründung in Glaubendorf wird deutlich, dass die Pfarrei Luhe hier frühe Rechte hatte. Diese Rechte gingen schrittweise zuerst an Micheldorf und dann an Deindorf. So war Alletshof seit jeher mit der Kirche in Deindorf bzw. der Kirchengemeinde in Glaubendorf verbunden. Die beiden Höfe zu Alletshof gaben ab Mitte des 16. Jahrhunderts deshalb den Blutzehnt (ohne Fohlen und Ziegen) zur Expositur Glaubendorf. Die übrigen Zehnten gingen sowohl zur Kirche Glaubendorf als auch nach Micheldorf.
Der Ort Alletshof liegt an der Altstraße von Luhe über den Koppelberg nach Deindorf, etwa auf halber Strecke. Eine wohl Wegekapelle liegt an der Abzweigung nach Glaubendorf und war Richtungsweiser für die Fuhrleute.
1411 wird Alletshof mit Erhard Goldner im Leuchtenberger Lehenbuch urkundlich erwähnt. 1504 saß Stephan Loher auf dem „Alatzhof“. Am 19. Januar 1504 verkaufte er sein darauf liegendes Erbrecht an Michael Kotl. Daraus werden die Abgaben und Zinsen erkennbar. Er hatte wie folgt jährlich zu leisten: 2 Gulden 48 Pfennige, darüber hinaus 8 Achtel Haber und 5 Pfennige, so oft der Hof und das Erbrecht verkauft wurde. Im Todesfall des Hofbesitzers hatte er das Mortuarium abzugeben. Der Kirche in Micheldorf, zu der er kirchlich gepfarrt war, waren jährlich 4 Schilling-Pfennige zu geben.
1818 war Deindorf als Ruralgemeinde aus den Dörfern Deindorf, Kötschdorf, dem Weiler Alletshof und der Einöde Trad innerhalb des späteren Landgerichts und Bezirksamtes Vohenstrauß gebildet worden. 1926 wurde die Gemeinde Deindorf auf Antrag vom Bezirksamt Vohenstrauß abgetrennt und dem Bezirksamt Nabburg zugeordnet. 1971 erfolgte die Integration der Gemeinde Deindorf in die Gemeinde Glaubendorf. 1978 ging auch Glaubendorf in der Verwaltungseinheit Wernberg-Köblitz auf.

## Ortsgröße
- 1646: 2 Mannschaften.[5]
- 1838: 3 Wohngebäude/Höfe, 18 Einwohner/Seelen.[6]
- 1860: 3 Wohngebäude/Höfe, 21 Einwohner/Seelen.[7]
- 1863: 5 Gebäude, 22 Einwohner/Seelen.[8]
- 1864: 2 Wohngebäude/Höfe, 13 Einwohner/Seelen.[9]
- 1950: 3 Wohngebäude/Höfe, 28 Einwohner/Seelen.[10]
- 1972: 10 Einwohner.[11]